# After Laughter
After Laughter —en español: «Después de la Risa»— es el quinto álbum de estudio de la banda estadounidense Paramore. Publicado el 12 de mayo de 2017 por Fueled by Ramen. Este es su primer álbum con Zac Farro después de casi diez años.
El sencillo líder del álbum fue «Hard Times» lanzado el 19 de abril de 2017 junto con su vídeo y la preventa del álbum.Después de este fue lanzada una canción promocional titulada «Told You So», la cual solo fue sencillo en el Reino Unido. Contó con un videoclip lanzando el 3 de mayo de 2017, pocos días antes de la publicación del álbum. El segundo sencillo, «Fake Happy», fue lanzado unos meses después, el 29 de agosto de 2017; y su videoclip el 17 de noviembre de 2017. El tercer sencillo fue «Rose-Colored Boy», lanzado el 2 de marzo de 2018, casi un mes después de la publicación de su videoclip.

## Recepción

### Comentarios de la crítica
After Laughter fue aclamado por la crítica la semana de su lanzamiento. En Metacritic el álbum recibió una puntuación de 82 sobre 100 basado en 15 críticas profesionales. Matt collar de AllMusic comentó que "la mayor cantidad de crédito del álbum es para York, quien co-escribió todas las canciones y cuya guitarra y teclado hábil conforman gran parte del carácter sonoro distinto del álbum. Pero, por supuesto, Williams todavía late en el centro de todo, su voz cálida y exuberante central del álbum. Temas como "Hard Times" y el quebradizamente atenuado "Told You So" son temas pegadizos con marimba DayGlo y sintetizadores adulto-contemporáneos."

### Recibimiento comercial
Mundialmente After Laughter vendió 112 000 copias durante su primera semana, siendo este su tercer álbum más vendido durante la primera semana.
En América, el álbum tuvo una buena recepción comercial. En los Estados Unidos, debutó en el sexto lugar del Billboard 200 con 67 000 unidades, divididas en 53 000 entre copias digitales y ventas físicas, más un adicional de 14 000 copias en equivalencia de streaming de las canciones. En Canadá debutó en la novena posición de su listado oficial de álbumes.
En el Reino Unido tuvo una mejor recepción, debutando en la posición número cuatro del Official Albums Chart. En Irlanda al igual que en el Reino Unido llegó hasta el cuarto lugar, mientras que en Alemania, Austria, Finlandia, España, Italia y Suecia logró entrar a los veinte primeros. En Oceanía, el álbum alcanzó la tercera posición en Australia y la séptima en Nueva Zelanda.

## Lista de canciones
Todas las demás canciones fueron escritas por Hayley Williams y Taylor York. Todas las canciones fueron producidas por Taylor York y Justin Meldal-Johnsen.
- Edición estándar

| After Laughter |                        |                             |               |          |  |
| N.º            | Título                 | Escritor(es)                | Productor(es) | Duración |  |
| 1.             | «Hard Times»           |                             |               | 3:02     |  |
| 2.             | «Rose-Colored Boy»     | Williams, York, Farro       |               | 3:32     |  |
| 3.             | «Told You So»          |                             |               | 3:08     |  |
| 4.             | «Forgiveness»          | Williams, York              |               | 3:39     |  |
| 5.             | «Fake Happy»           |                             |               | 3:55     |  |
| 6.             | «26»                   |                             |               | 3:41     |  |
| 7.             | «Pool»                 | Williams, York, Farro       |               | 3:52     |  |
| 8.             | «Grudges»              | Williams, York, Farro       |               | 3:07     |  |
| 9.             | «Caught in the Middle» |                             |               | 3:34     |  |
| 10.            | «Idle Worship»         |                             |               | 3:18     |  |
| 11.            | «No Friend»            | Aaron Weiss, Williams, York |               | 3:23     |  |
| 12.            | «Tell Me How»          |                             |               | 4:20     |  |
| 42:31          |                        |                             |               |          |  |

### Semanales
| Alemania          | Offizielle Top 100           | 18 |
| Australia         | ARIA Albums Chart            | 3  |
| Austria           | Austrian Albums Chart        | 10 |
| Bélgica (Flandes) | Ultratop 200 Albums          | 24 |
| Bélgica (Valona)  | Ultratop 200 Albums          | 65 |
| Canadá            | Canadian Albums              | 9  |
| Escocia           | Scottish Albums Chart        | 4  |
| España            | Spanish Albums Chart         | 15 |
| Estados Unidos    | Billboard 200                | 6  |
| Estados Unidos    | Alternative Albums           | 1  |
| Estados Unidos    | Top Albums Sales             | 4  |
| Finlandia         | Suomen virallinen lista      | 14 |
| Francia           | Top 200 Albums               | 75 |
| Hungría           | Hungarian Albums Chart       | 38 |
| Irlanda           | Top 100 Artist Album         | 4  |
| Italia            | Classifica FIMI Album        | 14 |
| México            | AMPROFON                     | 10 |
| Noruega           | Top 40 Albums                | 24 |
| Nueva Zelanda     | NZ Top 40 Albums             | 7  |
| Portugal          | AFP                          | 18 |
| Reino Unido       | Top 40 Official Albums Chart | 4  |
| Suecia            | Albums Top 60                | 19 |
| Suiza             | Swiss Albums Chart           | 29 |

### Certificaciones
| Territorio     | Organismo certificador | Certificación | Ventas certificadas | Ref.   |
| -------------- | ---------------------- | ------------- | ------------------- | ------ |
| Reino Unido    | BPI                    | Plata         | 60 000              | [ 31 ] |
| Estados Unidos |                        |               | 114 000             |        |